# Pambak (Gegharkunik)
Pambak – wieś w Armenii, w prowincji Gegharkunik. W 2011 roku liczyła 548 mieszkańców.